# Ivan Pavlovič Tovstucha
Ivan Pavlovič Tovstucha (in russo Иван Павлович Товстуха?; Bereznja, 23 febbraio 1889, 11 febbraio del calendario giuliano – Mosca, 9 agosto 1935) è stato un rivoluzionario e politico sovietico.

## Biografia
Nato nel Governatorato di Černigov, da giovane studente dell'Istituto reale prese parte ai moti della Rivoluzione russa del 1905, mentre dal 1909 fu attivo nel movimento socialdemocratico. Fu confinato nel 1911 nel Governatorato di Irkutsk, ma l'anno successivo riuscì a fuggire all'estero e nel 1913, a Parigi, fu ammesso nel Partito Operaio Socialdemocratico Russo. Durante l'emigrazione svolse numerosi lavori mentre continuò l'azione di propaganda rivoluzionaria anche come membro del sindaco e del Partito Socialista Francese. Rientrò in Russia dopo la Rivoluzione di febbraio del 1917 e lavorò nell'ufficio ispettivo del quartier generale dell'Armata Rossa e poi presso il Commissariato del popolo alle nazionalità e dal dicembre del 1921 diventa funzionario del Comitato centrale del Partito comunista. Nel corso degli anni venti condusse un approfondito studio dell'opera di Lenin e divenne poi vicedirettore dell'Istituto Lenin e dell'Istituto Marx-Engels-Lenin. Fu inoltre membro del Comitato esecutivo centrale dell'Unione Sovietica. Dopo la morte, avvenuta nel 1935, i suoi resti furono collocati nella necropoli delle mura del Cremlino.